# آشوره
آشوره (ترکی استانبولی: Aşure) یا پودینگ نوح نوعی هریسه و دسر ترکی است که از مخلوطی متشکل از دانه، میوه، میوه خشک و آجیل تهیه می‌شود. این دسر در ترکیه تمام سال مخصوصاً در ایام محرم و روز عاشورا سرو می‌شود.
آشوره دسری محدود است که حاوی هیچ محصول حیوانی نیست. یکی از دلایل آن اعتراض به انواع خشونت و خونریزی است. علویان ترکیه نقش برجسته‌ای در ترویج این پودینگ داشتند. آن‌ها این دسر را به‌طور سنتی درست کرده و در روزهای روزه (همزمان با نبرد کربلا) برای خودداری از خوردن گوشت آن را می‌خورند.

## ریشه
کلمه آشوره از کلمه فارسی آشوردن به‌معنی «بهم زدن» ریشه می‌گیرد. در سنت ترکی، این غذا بیشتر در تاریخ ۱۰ محرم یا بعد از ۱۰ محرم در تقویم قمری تهیه می‌شود. نه تنها اعتقاد اسلامی، بلکه اعتقادات ماقبل اسلام نیز مربوط به برخی از داستانهای اقوام سامی به ماه محرم نیز مرتبط هستند.
همچنین به زبان ترکی، آش (Aş) به معنی هریسه است و از کلمه فارسی «آشور» به معنی مخلوط شدن گرفته شده‌است. اولیا چلبی در سفرنامه خود آشوره را اینگونه تعریف می‌کند: «آشوره نوعی هریسه (aş) است که باید در دهم محرم پخته شود.»

## تاریخ و سنن
در حکایات تاریخی ادعا شده‌است که وقتی کشتی نوح در کوه آرارات آرام گرفت، خانواده نوح با نوعی خوراکی مخصوص جشن گرفتند. از آنجا که وسایل آنها تقریباً تمام شده بود، آنچه باقی مانده بود (در درجه اول دانه‌ها، میوه‌های خشک و غیره) را برای تشکیل یک پودینگ در کنار هم پختند و چیزی که اکنون آشوره نامیده می‌شود، پدید آمد.
خانواده‌های ترکیه برای یادبود این رویداد، پودینگ آشوره را درست می‌کنند. آشوره در میان فقرا و همچنین همسایگان، دوستان و نزدیکان توزیع می‌شود.
روز عاشورا روز مهمی در تقویم اسلامی است که مربوط به یوم کیپور موسی است که توسط یهودیان نیز گرامی داشته می‌شود. دهمین روز محرم روز عاشورا نیز پایان جنگ نبرد کربلا را نشان می‌دهد و یک روز ویژه برای شیعه است. در بین صوفیان ترک و بالکان (به ویژه بکتاشی)، پودینگ آشوره با دعاهای ویژه برای سلامتی، شفا، ایمنی، موفقیت و تغذیه معنوی تهیه می‌شود.